# اواندو
اواندو (انگلیسی: Oando) شرکت نفت و گاز نیجریه‌ای است، که در سال ۱۹۵۶ تأسیس شد.